# Villate (Occitania)
Villate es una comuna francesa situada en el departamento de Alto Garona, en la región de Occitania.

## Demografía
| 126 | 179 | 386 | 515 | 556 | 588 | 1007 |
| Para los censos de 1962 a 1999 la población legal corresponde a la población sin duplicidades (Fuente: INSEE [Consultar]) |     |     |     |     |     |      |